# Anders Benjaminsson
Anders Bengt Benjaminsson, född 15 mars 1967, är en svensk tidigare handbollsmålvakt.

## Karriär
Anders Benjaminsson började spela handboll i BK Heid, fortsatte i  IK Nord, innan det var dags för debut i elitserien i Västra Frölunda 1987. Västra Frölunda blev degraderade och Benjaminsson återvände till moderklubben Heid. Nästa elitklubb blev Ludvika HF men även den elitseriesejouren blev bara ettårig. Benjaminssons försök i Västra Frölunda 1994-1995 slutade också med degradering. Benjaminsson varvade ner i Orust men 2000 blev det aktuellt med ny elitsatsning i Önnered. Det slutade som tidigare med degradering. Plötsligt uppstod en vakans i Drott, Anders Benjaminsson gick dit och blev svensk mästare  i HK Drott säsongen 2001/2002. Den framgångsvågen fortsatte med ett oväntat kontrakt hos Filippos Viera i Grekland. De två åren där innebar Champions League-spel i en ruskigt hård grupp, där grekerna blev sist - på samma poäng som vinnaren Zagreb!  Sedan fanns det inte så mycket mera att göra än att åka hem och börja jobba. Tills nu detta med Heim dök upp 2005. Benjaminsson spelade en säsong för Heim men slutade 2006.

## Klubbar
- BK Heid (moderklubb)
- IK Nord (-1987)
- Västra Frölunda IF (1987-1988?)
- BK Heid
- Ludvika HF
- Västra Frölunda IF (1994-1995?)
- Orust
- Önnered HK (2000-2001)[2]
- HK Drott 2001-2002[3]
- AC Filippos Verias 2002-2004
- IK Heim (2005-2006[4]

## Meriter
- SM-guld 2001 med HK Drott